# 셰톈화
셰톈화(謝天華(사천화), 본명: 셰싱화(謝興華, 사흥화), 영문명은 Michael Tse, 1967년 7월 15일~)는 홍콩의 무용가, 배우, 가수, 작사가로 활동하고 있는 음악가 겸 영화인이다.

## 생애
영국령 홍콩에서 출생하여 지난날 한때 중화인민공화국 광둥 성 광저우에서 잠시 유아기를 보낸 적이 있는 그는 1985년 홍콩 영화 《맹귀박인(猛鬼迫人)》의 단역 출연을 통하여 영화배우 데뷔하였고 이듬해 1986년 무용극배우 데뷔하였으며 1994년 가수 데뷔하였고 1997년 뮤지컬 배우 데뷔하였으며 이듬해 1998년부터는 텔레비전 드라마에도 출연하기 시작하였다.

## 작품 목록
- 삼인행: 생존게임
- 신영웅문 : 천년의 비밀
- 황금형제